# Hafia FC
Hafia FC is een Guineese voetbalclub uit de hoofdstad Conakry.
De club werd opgericht als Conakry II, refererend aan het stadsdistrict van waar ze kwamen. Onder deze naam won de club drie titels. Begin jaren zeventig werd de naam Hafia FC aangenomen. De club ging verder op het elan van eind jaren zestig en bleef de titels binnenrijven, waarvan negen opeenvolgdende. Hafia was niet alleen succesvol in eigen land. De club won drie keer de Afrikaanse beker voor landskampioenen. Hafia slaagde erin om van 1975 tot 1978 vier keer op rij de finale van de beker te halen en won twee keer. Enkel het Zaïrese TP Englebert evenaarde dat record.
Tot 1985 won de club nog enkele titels, maar moest daarna de scepter overhandigen aan de AS Kaloum Star en Horoya AC. Die clubs konden het internationale succes van Hafia niet evenaren.
Hafia haalde wel nog prijzen binnen, maar dan in de beker van Guinee, die het drie keer won.

## Erelijst
Nationaal
- Guinée Championnat National

1966, 1967, 1968, 1971, 1972, 1973, 1974, 1975, 1976, 1977, 1978, 1979, 1982, 1983, 1985, 2023
- Guinée Coupe Nationale

1992, 1993, 2002, 2017
Continentaal
- African Cup of Champions Clubs

1972, 1975, 1977

## Bekende spelers
- Souleymane Cherif
- Petit Sory
- Mamadou Aliou Kéïta